# 布林迪西的马加里托

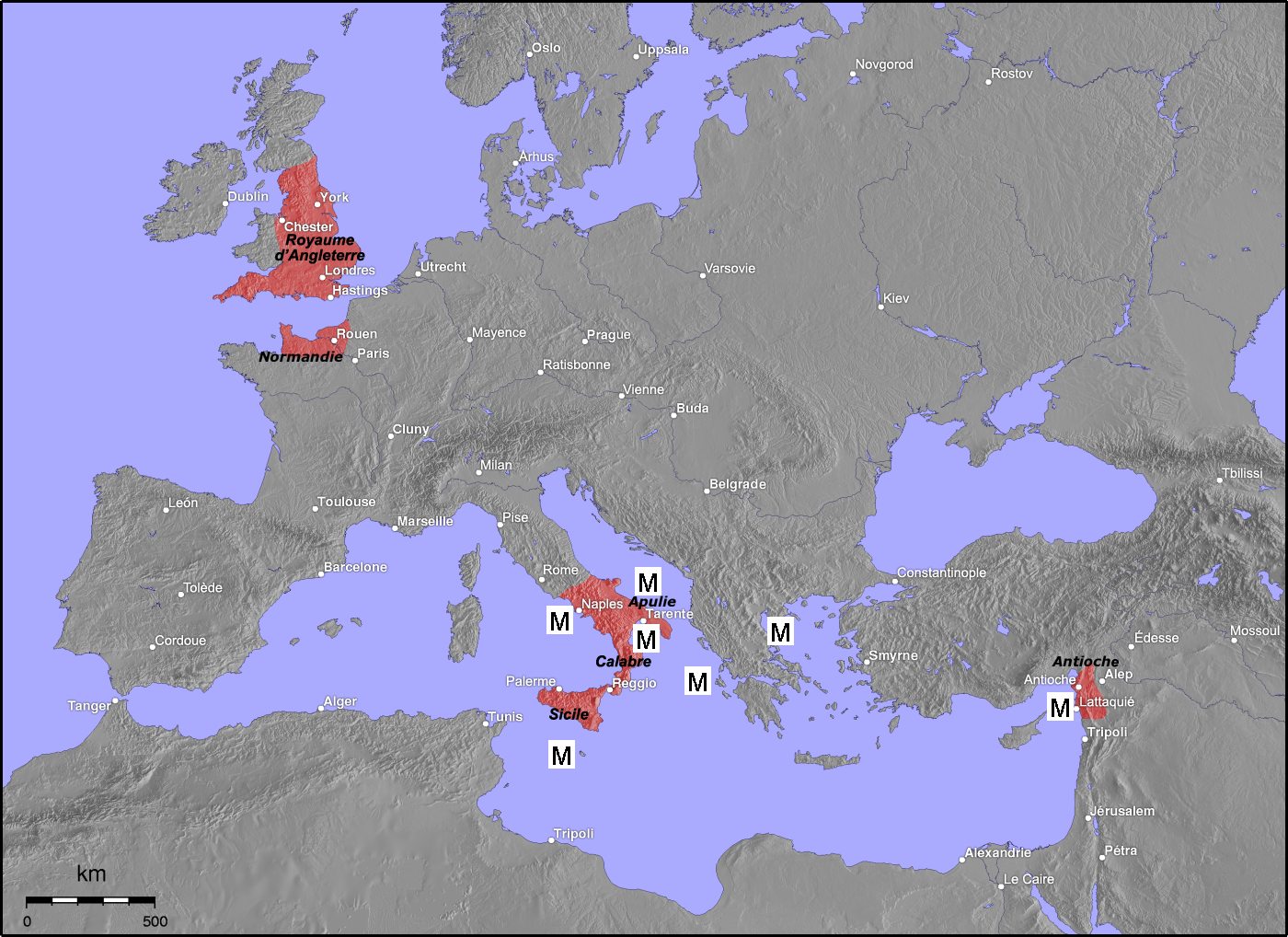
欧洲，拥有12世纪的诺曼色彩，“M”标志着布林迪西的马加里托的行踪

布林迪西的马加里托（1149年—1197年），被称为“新涅普顿”，是西西里王国的最后一个伟大的海军上将。 继克里斯托杜洛斯、安条克的乔治和巴里的马乔尼之后，马加里托在古列尔莫二世（1166–1189）和坦克雷迪（1189–1194）年间领导王国的舰队。他可能出身希腊海盗，后来逐渐升为私掠者，之后成为海军常任上将。1185年，他成为凯法利尼亚岛和扎金索斯的第一任行宫伯爵。1192年，他成为第一任马耳他伯爵。

## 传记
马加里托首先是与当时仅是莱切伯爵的坦克雷迪并肩作战的舰队领袖，后者于1185年占领了凯法利尼亚岛、扎金索斯和伊萨卡，然后在塞浦路斯阻拦了拜占庭皇帝伊萨克二世·安格洛斯的船队，并俘获了他的许多船只，并将其带回西西里。1187年秋，在萨拉丁于10月2日已占领了耶路撒冷后，古列尔莫国王将他的舰队派往圣地。拥有60艘船和200名骑士的马加里托不断在巴勒斯坦海岸巡逻，阻止萨拉丁进军拉丁十字军王国的任何重要海港。1188年7月，他到达的黎波里，并迫使萨拉丁解除了对骑士堡的围困。次年，在马尔卡布、拉塔基亚和提尔也发生了类似的情况。1189年11月11日，古列尔莫驾崩，舰队返回。1190年10月4日，英格兰国王狮心王理查攻陷并烧毁了墨西拿，马加里托、将军乔尔达诺·卢皮诺和其他许多墨西拿贵族被迫逃离。此后，马加里托在第三次十字军东征中几乎没有参与。

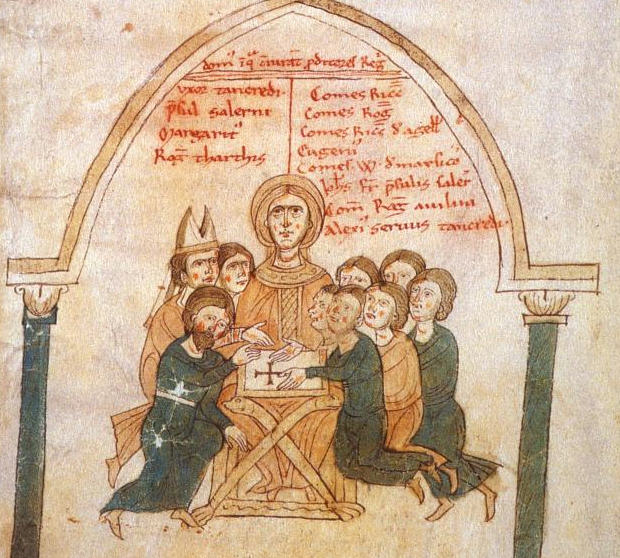
马加里托与西比拉和涉嫌的串谋者

马加里托是坦克雷迪的坚定支持者，对抗娶了坦克雷迪和古列尔莫二世共同的姑母科斯坦察的德意志国王亨利六世。亨利因此宣称西西里王位，在1191年包围了那不勒斯，马加里托来到该城防守。他阻拦了亨利的比萨海军，又几乎摧毁了后来抵达的热那亚特遣队，确保港口通道开放。萨莱诺已经向亨利投降，并邀请科斯坦察去那里，但是当亨利被迫撤退时，其居民转而反对科斯坦察并俘虏了她，正是马加里托将她用典型的双层桨座战船或快速大帆船解送到墨西拿交给坦克雷迪。1192年某时，坦克雷迪封马加里托为首任马耳他伯爵，也许是因为这项意外的成功，这为他提供了可观的资源。
然而，有关王国的战争并没有因此结束。同年，坦克雷迪被迫释放科斯坦察；后来，亨利向那不勒斯派出了第二支由马克沃德·冯·安威勒统领的主要是比萨和热那亚人的更强大的海军。作为让自己被从德意志监狱释放的条件的一部分，狮心王被迫同意提供五十艘舰。这支军队于1194年8月25日登陆那不勒斯海湾；那不勒斯投降。然后，由马加里托防御城堡的帕勒莫于11月20日投降。
根据豪登的罗杰的说法，亨利确认马加里托为海军上将，并授予他“杜拉佐公国”，他可能指的是凯法利尼亚、扎金索斯和伊萨卡。马加里托和阿耶洛的马特奥的儿子萨莱诺大主教尼科洛等许多旧王朝贵族和坦克里德的遗孀阿塞拉的西比拉以及短暂的继任者古列尔莫三世出席了圣诞节加冕典礼。然而，四天后，他们因串谋罪被捕，并被送往德国。他被弄瞎并于1197年在那里死去。而《豪登的罗杰编年史》则称，瞎了的马加里托在1200年代效力法兰西国王腓力二世时，前往布林迪西，已经聚集了一支舰队后，在罗马被一位仆人所杀。

## 家庭

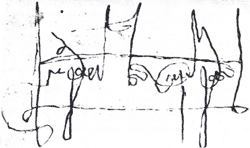
布林迪西的马加里托的签名

他娶了西西里的鲁杰罗二世的私生女玛丽娜/马尔蒂娜。卡尔·霍普夫的他的两个女儿分别嫁给了因此成为凯法利尼亚和扎金索斯统治者的里卡多·奥尔西尼和从1199年起直到被威尼斯人于1206年处决为止科孚岛的统治者莱奥内·维特拉诺的无证据猜测已经被现代学者否定。

## 资源
- Norwich, John Julius. The Kingdom in the Sun 1130-1194. Longman: London, 1970.
- The Genoese Annals of Ottobuono Scriba （页面存档备份，存于） (pdf)
  - Annales Ianuenses Otoboni Scribae, in Annali Genovesi di Caffaro e de' suoi continuatori, ii (1189-1196). ed L. T. Belgrano and C. Imperiale di Sant'Angelo (Fonti per la storia d'Italia, 1902), pp. 38–41, 45–53.
- Garufi, C. A. "Margarito di Brindisi, conte di Malta e ammiraglio del re di Sicilia," in: Miscellanea di archeologia, storia e filologia dedicata al prof. Antonino Salinas, Palermo 1907, 273–282.
- Kiesewetter, Andreas. . . Rome: Istituto dell'Enciclopedia Italiana. 2008.
- Kiesewetter, Andreas. . Gherardo Ortalli; Giorgio Ravegnani; Peter Schreiner  (编). . Venice: Istituto veneto di scienze, lettere ed arti. 2006: 317–358. ISBN 978-8-8881-4374-3 （Italian）.